# Globesailor
 (mai 2025).
L'article doit être relu — et modifié si nécessaire — par des contributeurs indépendants pour apporter un regard critique aux contributions effectuées en violation des conditions d'utilisation de Wikipédia, tant sur la forme (notamment concernant le style encyclopédique, la proportionnalité) que sur le fond (la neutralité de point de vue, la qualité et l'indépendance des sources).
(Politique pour les contributions rémunérées | Comprendre le dépubage | En discuter)
 (mai 2025).
Globesailor est une agence française de location de bateaux et de réservation de croisières. C’est une plateforme avec un outils de comparaison en ligne,,,.

## Historique
Globesailor a été fondée en 2010 à Paris. Le 3 juin 2010, la société a réalisé sa première levée de fonds, à hauteur de 200 000 €, auprès de Paris Business Angels.
Le 7 mars 2017, Globesailor a lancé sa propre agence de voyages. Cette évolution permet aux voyageurs de réserver des prestations complémentaires à leur croisière comme la réservation de vols ou l’organisation des transferts,,.
Le 24 octobre 2017, la société a levé 800 000 € lors d’une seconde levée de fond, avec l’entrée de France Investissement Tourisme (BPI) en remplacement de Paris Business Angels,.
Le 5 août 2018, Globesailor a été lauréate du Réseau Entreprendre Paris et élue « Loueur de bateaux de l’année 2018 » par le magazine Voile et Moteur.
En décembre 2021, Globesailor a racheté son concurrent CoolSailing (groupe Skiset), spécialiste de la location de voiliers et de catamarans, avec ou sans skipper, dans plus de 80 destinations. CoolSailing est présent sur le marché français depuis plus de 20 ans,.
Depuis 2023, l’entreprise reverse 2 € par réservation à l’association Surfrider Foundation Europe, et plus particulièrement au projet Échappée Bleue, qui sensibilise les jeunes défavorisés à la préservation de l’environnement à travers des expériences de voile.